# Кућанци
Кућанци су насељено место у општини Магаденовац, у Славонији, Осјечко-барањска жупанија, Република Хрватска.

## Историја
Кућанци су за вријеме Османског царства били српско село, али су његови становници за вријеме аустријско-турског рата (1683–1690) пребјегли у Хрватску, а око 1688. су се вратили у своје село. За вријеме Турака било је у Кућанцима 20 српских кућа, а 1702. било их је свега 16. Њихови су домаћини били: Лаза Милићев син, Петар Илијин син, Грујица Марић, Митар Марковић, Вуковој Станковић, Вукашин Огњановић, Татомир Шугић, Вукоман Јовановић, Михаило Југовић, Радосав Лекић, Вукоман Драговолић, Вукоман Радмановић, Милиша Новковић, Секула Ногић, Вукоман Вујицин син, Марко Савић. Број српских кућа је и даље растао, те их је 1755. било 46.
Кућаници су тада већ имали своју дрвену цркву Св. Георгија, која је троносана 19. септембра 1748. године. Дрвену цркву је 1828. замијенила зидана црква Св. Петра и Павла, у којој је 1888. иконостас израдио Илија Димитријевић. Ова црква минирана је у децембру 1991. године. На комеморативном скупу одржаном 18. новембра 2009. у Кућанцима, поводом смрти патријарха Павла, најављена је обнова ове цркве уз помоћ донација Срба из Хрватске, те претварање цркве у спомен-дом.
У парохију кућаничку спада и село Кравље у које је након 1918. насељено 35 српских породица, Брезовица у којој је 1929. било 13 кућа са 92 становника и Горица са 122 становника.
Током Другог свјетског рата, у Народноослободилачкој борби учествовало је око 450 мјештана села, од чега је њих 129 погинуло као партизани и жртве фашистичког терора. Из Кућанаца су на Папук пошли први партизани и основан је први Народноослободилачки одбор на подручју Котара Доњи Михољац. Дана 12. августа 1944. године, у Шљивошевцима је стрељано 9 српских цивила из Кућанаца као знак одмазде за једног убијеног немачког војника. Кућанце су 18. априла 1945. године ослободили борци 51. војвођанске дивизије ЈА.
Данас се у селу налази споменик жртвама фашизма и палим борцима на Сремском фронту из села.
До територијалне реорганизације у Хрватској налазили су се у саставу бивше велике општине Доњи Михољац.

## Становништво
На попису становништва 2011. године, Кућанци су имали 513 становника.
| Национални састав према попису из 2011.‍ | Национални састав према попису из 2011.‍ | Национални састав према попису из 2011.‍ | Национални састав према попису из 2011.‍ | Национални састав према попису из 2011.‍ |
| --------------------------------------- | --------------------------------------- | --------------------------------------- | --------------------------------------- | --------------------------------------- |
|                                         |                                         |                                         |                                         |                                         |
| Хрвати                                  | Хрвати                                  |                                         | 329                                     | 64,1%                                   |
| Срби                                    | Срби                                    |                                         | 168                                     | 32,7%                                   |
| остали                                  | остали                                  |                                         | 16                                      | 3,1%                                    |
| Укупно: 513                             |                                         |                                         |                                         |                                         |

### Број становника по пописима
| Националност   | 2001. | 1991. | 1981. | 1971. | 1961. | 1953. | 1948. | 1931. | 1921. | 1910. | 1900. | 1890. | 1880. | 1869. | 1857. |
| бр. становника | 622   | 715   | 840   | 1.012 | 1.244 | 1.332 | 1.238 | 1.457 | 1.233 | 1.338 | 1.121 | 911   | 783   | 853   | 813   |

- напомене:

У 1971. део података садржан је у насељу Малиновац.

### Национални састав
| Националност       | 2001.        | 1991.        | 1981.        | 1971.        | 1961.        |
| Хрвати             | 380 (61,09%) | 293 (40,97%) | 334 (39,76%) | 391 (38,63%) | 504 (40,51%) |
| Срби               | 209 (33,60%) | 386 (53,98%) | 390 (46,42%) | 597 (58,99%) | 725 (58,27%) |
| Југословени        | 0            | 25 (3,49%)   | 105 (12,50%) | 15 (1,48%)   | 0            |
| остали и непознато | 33 (5,30%)   | 11 (1,53%)   | 11 (1,30%)   | 9 (0,88%)    | 15 (1,20%)   |
| Укупно             | 622          | 715          | 840          | 1.012        | 1.244        |

### Попис 1991.
На попису становништва 1991. године, насељено место Кућанци је имало 715 становника, следећег националног састава:
| Национални састав према попису из 1991.‍ | Национални састав према попису из 1991.‍ | Национални састав према попису из 1991.‍ | Национални састав према попису из 1991.‍ | Национални састав према попису из 1991.‍ |
| --------------------------------------- | --------------------------------------- | --------------------------------------- | --------------------------------------- | --------------------------------------- |
|                                         |                                         |                                         |                                         |                                         |
| Срби                                    | Срби                                    |                                         | 386                                     | 53,98%                                  |
| Хрвати                                  | Хрвати                                  |                                         | 293                                     | 40,97%                                  |
| Југословени                             | Југословени                             |                                         | 25                                      | 3,49%                                   |
| неопредељени                            | неопредељени                            |                                         | 6                                       | 0,83%                                   |
| непознато                               | непознато                               |                                         | 5                                       | 0,69%                                   |
| укупно: 715                             |                                         |                                         |                                         |                                         |

## Познате личности
- Патријарх српски Павле